# Luis de Castilla
Luis de Castilla (1243-1279), infante de Castilla, fue hijo de Fernando III de Castilla y de su segunda esposa, Juana de Ponthieu. Fue señor de Marchena, Zuheros, Zuhered y Escañuela.

## Biografía
Hijo de Fernando III el Santo, rey de Castilla y de León, y de su segunda esposa, Juana de Ponthieu, era nieto por parte paterna de Alfonso IX de León y de la reina Berenguela de Castilla. 
Fernando III el Santo tuvo un total de quince hijos con sus dos mujeres Beatriz de Suabia y Juana de Danmartín. Luis de Castilla era hermano de Fernando de Castilla, Leonor de Castilla, Juan de Castilla y Simón de Castilla.
Nacido alrededor de 1242, en 1253, cuando su madre Juana de Danmartín partió hacia Francia, dejó al infante Luis los señoríos de Marchena y Zuheros, Zuhered y Escañuela entre otras posesiones. A la muerte de su hermano, el infante Fernando de Castilla, que debió fallecer alrededor del año 1269, comenzó a titularse «Heredero del Condado de Pontis», que pertenecía a su madre, y con el que se hacía referencia al condado de Ponthieu, situado en Francia.
Debió fallecer entre 1269 y 1275 pues en este último año su viuda Juana Gómez de Manzanedo, vendió a su sobrino el infante Fernando de la Cerda, hijo de su medio Hermano Alfonso X de Castilla, el heredamiento de Córdoba, y Zueros, Zuered, el heredamiento de Arjona, y la aldea de Escañuela, posesiones que habían pertenecido a su difunto esposo.

## Matrimonio y descendencia
El infante Luis contrajo matrimonio con Juana Gómez de Manzanedo, señora de Gatón y de Herrín de Campos, hija de Gómez Rodríguez de Manzanedo, señor de Valdelaguna —hijo de Rodrigo Rodríguez Girón— y de su esposa Mencía Pérez. Fruto del matrimonio de ambos nacieron: 
- Berenguela de Castilla (m. antes de julio de 1305)
- Luis de Castilla, II señor de Marchena, Briviesca, Astudillo y Gatón.